# (727) Nipponia
(727) Nipponia es un asteroide perteneciente al cinturón de asteroides descubierto el 11 de febrero de 1912 por Adam Massinger desde el observatorio de Heidelberg-Königstuhl, Alemania.
Está nombrado por transliteración latina de la palabra para Japón, país del este de Asia.

## Circunstancias del descubrimiento
Nipponia fue fotografiado previamente por Shin Hirayama el 3 de marzo de 1900. Sin embargo, no se pudo determinar la órbita que seguía. Tras el redescubrimiento, Massinger cedió el honor de nombrar al asteroide a Hirayama.